# Maków Mazowiecki
Maków Mazowiecki este un oraș în Polonia.